# Ed Meador
Ed Meador (Dallas, Texas; 10 de agosto de 1937-4 de septiembre de 2023) fue un jugador estadounidense de fútbol americano que jugó doce temporadas en la NFL en la posición de cornerback con Los Angeles Rams.

## Carrera

### Universitario
En su etapa como universitario fue conocido como un especialista con los Arkansas Tech Wonder Boys en los equipos de patada, y aparte de fútbol americano también jugaba baloncesto y atletismo en pruebas de campo. En su carrera anotó 259 puntos y corrió para 3,410 yardas a pesar de jugar a la defensiva y ganó el título de su conferencia en 1959 e implantó diecinueve récords no oficiales a nivel universitario.

### Profesional
Fue seleccionado en la séptima ronda en la posición global 80 por Los Angeles Rams en el Draft de 1959 y de una vez jugó de titular en la posición de cornerback, por lo que ganó el reconocimiento al novato defensivo del año del equipo. En su año de novato fue seleccionado al Pro Bowl y elegido en el segundo equipo All-Pro. En 1961 fue el líder de la liga en balones recuperados con cinco y fue nominado al mejor equipo de la conferencia, y al año siguiente fue elegido en el segundo equipo All-Pro y lideró la liga en patadas bloqueadas con cuatro.
En 1963 de nuevo fue seleccionado al segundo equipo All-Pro y consiguió seis intercepciones. Al año siguien deciden cambiarlo de posición y pasó a jugar de free safety, donde consiguió 95 tackleadas y fue nominado al mejor equipo de la conferencia. En 1965 fue el líder del equipo con 126 tackeadas y nominado al segundo equipo All-Pro por tercera vez.
En 1966 desvió seis pases, recuperó tres fumbles y consiguió 97 tackleadas, al año siguiente consiguió 100 tackleadas e interceptó ocho pases, dos de los cuales fueron para touchdown y por primera vez fue seleccionado en el primer equipo All-Pro, logro que volvería a tener en 1968 y 1969, año en el que consiguió 102 tackleadas y desvió cinco pases.

### Legado
Al retirarse en 1970 conserva el récord de los Rams en intercepciones con 46, fumbles recuperados con dieciocho y patadas bloqueadas con diez; fue seleccionado como el mejor defensivo secundario de los Rams en siete ocasiones y seleccionado en el mejor equipo de la historia de los Rams de 1970 a 1985, además de estar en el equipo de la década de los Años 1960 de la NFL.
Además de sus tres apariciones en el primer equipo All-Pro y tres en el segundo equipo, además de las seis apariciones en el Pro Bowl; también logró las siguientes distinciones:
- Presidente de la NFL Players Association (1969–1970)
- Introducido al Arkansas Tech University Hall of Distinction (1969)
- Premio del NFL Father of the Year (1969)
- Premio NFLPA Byron 'Whizzer' White Award (1969)
- Seleccionado para el Helms Athletic Foundation Sports Hall of Fame (1972)
- Seleccionado en el Arkansas Sports Hall of Fame (1978)
- Miembro del NAIA Collegiate Hall of Fame

En 2012 la Professional Football Researchers Association lo nombró en el PRFA Hall of Very Good Class de 2012.